# Krynki (Podlachië)
Krynki is een dorp in de Poolse woiwodschap Podlachië. De plaats maakt deel uit van de gemeente Krynki en telt 2700 inwoners.